# Rashad al-Alimi
Rashad Muhammad al-Alimi (Al-Aloom, 15 de enero de 1954) es un sociólogo y político yemení que actualmente se desempeña como presidente del Consejo de Liderazgo Presidencial desde el 7 de abril de 2022.

## Biografía
Nació el 15 de enero de 1954 en el pequeño pueblo de Al-Aloom, en la Gobernación de Taiz, siendo hijo del juez Mohammed ben Ali al-Alimi. Se graduó del Gamal Abdel Nasser College de Saná en 1969. Posteriormente, obtuvo una licenciatura en ciencias militares de la Escuela de la Policía de Kuwait en 1975, otro título universitario en arte de las Universidad de Saná en 1997, y luego una maestría y un doctorado en sociología de la Universidad Ain Shams de Egipto, entre 1984 y 1988.
Miembro del Congreso General del Pueblo, sirvió como Ministro del Interior entre el 4 de abril de 2001 y el 19 de mayo de 2008. Luego, pasó a ser Presidente del Comité Supremo de Seguridad y Viceprimer Ministro a cargo de Asuntos de Defensa y Seguridad en mayo de 2008, convirtiéndose posteriormente en miembro de la Conferencia de Diálogo Nacional Yemení y en asesor del presidente Abd Rabbuh Mansur al-Hadi en 2014.
El 3 de junio de 2011, durante la Batalla de Saná, al-Alimi resultó herido junto con Alí Abdalá Salé durante un ataque a la Mezquita Al-Nahdin en el Palacio Presidencial. Posteriormente fue trasladado a Arabia Saudita y a Alemania para recibir tratamiento, antes de regresar a Saná el 13 de junio de 2012. Dejó la ciudad nuevamente como resultado de la toma de posesión de los hutíes en Yemen y vivió en Arabia Saudita desde 2015. Vivió allí hasta que el 7 de abril de 2022 el presidente Abd Rabbuh Mansur al-Hadi renunció al cargo, entregando el poder al Consejo de Liderazgo Presidencial, del cual Al-Alimi fue nombrado Presidente.